# Wild Kratts
Wild Kratts è una serie televisiva a cartoni animati canadese/statunitense, di genere educativo, che si propone di insegnare zoologia ai bambini. È stato creato dai biologi Chris e Martin Kratt, già presentatori di altri programmi naturalistici, fornendo le voci alle loro versioni animate. Ha esordito il 3 gennaio 2011 negli USA, su PBS Kids Go!, e in Canada su TVOKids.

## Trama
I fratelli Chris e Martin sono due zoologi che viaggiano il mondo a bordo della Tortuga, la loro base volante a forma di tartaruga. In ogni episodio, Chris e Martin, allo scopo di salvaguardare gli animali e la natura, o semplicemente per studiarli, si trasformano anche loro in animali grazie a speciali tute di trasformazione, tornando poi umani al termine della puntata e danno dei nomi ad ogni animale che incontrano.

## Personaggi
- Martin: fratello maggiore di Chris, è il più impulsivo tra i due fratelli. È biondo, ed indossa un vestito azzurro. È un buon nuotatore ed ama dare nomi propri agli animali che incontra. Doppiatore italiano: Emiliano Reggente.
- Chris: più intellettuale e calmo. Capelli castani, indossa un vestito verde, colore che mantiene durante le sue trasformazioni. È un bravo scalatore. Doppiatore italiano: Edoardo Nordio.
- Aviva Corcovado: leader della Tortuga, colei che inventa e realizza le tute usate dai fratelli. Doppiatrice italiana: Gaia Bolognesi.
- Jimmy Z: pilota della Tortuga, possiede un apparecchio con cui tele-trasporta oggetti. Doppiatore italiano: Davide Capone.
- Koki: addetta al database della Tortuga. Doppiatrice italiana: Gilberta Crispino.

### Antagonisti
- Zach Varmitech, inventore di robot, in ogni episodio cerca di controllare le menti degli animali, costringendoli a lavorare per lui. Possiede un esercito di aiutanti-robot chiamati Zackbot. Doppiatore italiano: Christian Iansante.
- Donita Donata, stilista che, usando un raggio paralizzante, congela gli animali per trasformarli in vestiti ed oggetti. Doppiatrice italiana: Barbara Berengo Gardin.
- Dabio, aiutante e servo di Donita.
- Gaston Gourmand, uno chef che cucina animali a rischio di estinzione. Possiede un camper con un ristorante ribaltabile incorporato. Doppiatore italiano: Fabrizio Russotto.
- Paisley Paver: una donna d'affari e CEO della Paver Industries. Determinata, impaziente e prepotente, lei crede che trasformare i paesaggi naturali in fabbriche e parcheggi (influenzati dalla questione del mondo reale dell'urbanizzazione) creerà un mondo migliore per le generazioni future.
- Rex: L'assistente di Paisley, l'aiuta nei suoi complotti contro i Wild Kratts. Ama utilizzare la tecnologia del suo superiore ("finitrici" e attrezzature per l'edilizia) e appiattire la terra per i suoi cantieri.

## Stagione 1
| nº | Titolo inglese                      | Titolo italiano                               | Prima TV USA     | Prima TV Italia |
| -- | ----------------------------------- | --------------------------------------------- | ---------------- | --------------- |
| 1  | Mom of a Croc                       | Coccodrillo super mamma                       | 3 gennaio 2011   |                 |
| 2  | Whale of a Squid                    | Un calamaro grande come una balena            | 4 gennaio 2011   |                 |
| 3  | Aardvark Town                       | Oritteropo city                               | 5 gennaio 2011   |                 |
| 4  | Flight of the Draco                 | Il volo del drago                             | 6 gennaio 2011   |                 |
| 5  | Mystery of the Squirmy Wormy        | Il mistero del verme scivoloso                | 7 gennaio 2011   |                 |
| 6  | Platypus Cafe                       | A cena con l'ornitorinco                      | 10 gennaio 2011  |                 |
| 7  | Polar Bears Don't Dance             | Gli orsi polari non danzano                   | 12 gennaio 2011  |                 |
| 8  | Build It Beaver                     | Stile castoro                                 | 13 gennaio 2011  |                 |
| 9  | Voyage of the Butterflier XT        | Viaggio con il Butterflier XT                 | 17 gennaio 2011  |                 |
| 10 | Honey Seekers                       | Cercatori di miele                            | 19 gennaio 2011  |                 |
| 11 | Bass Class                          | Lezione di pesca                              | 20 gennaio 2011  |                 |
| 12 | Fireflies                           | Lucciole                                      | 24 gennaio 2011  |                 |
| 13 | Mystery of the Weird Looking Walrus | Il mistero del tricheco dall'aspetto bizzarro | 27 gennaio 2011  |                 |
| 14 | Tazzy Chris                         | Quel diavolo di Chris                         | 31 gennaio 2011  |                 |
| 15 | Octopus Wildkratticus               | Polpo alla Kratt                              | 3 febbraio 2011  |                 |
| 16 | Walk on the Wetside                 | Passeggiata sull'acqua                        | 21 febbraio 2011 |                 |
| 17 | Elephant in the Room                | L'elefante nella stanza                       | 22 febbraio 2011 |                 |
| 18 | Let the Rhinos Roll!                | Rinoceronte alla riscossa                     | 28 marzo 2011    |                 |
| 19 | Kickin' It With the Roos            | Saltando con i canguri                        | 23 aprile 2011   |                 |
| 20 | The Blue and the Gray               | Il blu e il grigio                            | 22 aprile 2011   |                 |
| 21 | Falcon City                         | La città dei falchi                           | 21 aprile 2011   |                 |
| 22 | Koala Balloon                       | Koala ballon                                  | 11 luglio 2011   |                 |
| 23 | Cheetah Racer                       | In gara con il ghepardo                       | 2 settembre 2011 |                 |
| 24 | Stuck on Sharks                     | Fissati con gli squali                        | 17 ottobre 2011  |                 |
| 25 | Mimic                               | Mimetismo                                     | 18 ottobre 2011  |                 |
| 26 | Little Howler                       | Mini ululo                                    | 19 ottobre 2011  |                 |
| 27 | Raptor Round-Up                     | Un raduno di rapaci                           | 20 ottobre 2011  |                 |
| 28 | A Bat in the Brownies               | Un pipistrello nei brownie                    | 24 ottobre 2011  |                 |
| 29 | Masked Bandits                      | Banditi mascherati                            | 25 ottobre 2011  |                 |
| 30 | Kerhonk                             | Una strana Trombetta                          | 30 dicembre 2011 |                 |
| 31 | The Food Chain Game                 | Il gioco della catena alimentare              | 16 gennaio 2012  |                 |
| 32 | Flight of the Pollinators           | Il volo degli impollinatori                   | 30 marzo 2012    |                 |
| 33 | Caracal-Minton                      | Caracal volano                                | 2 aprile 2012    |                 |
| 34 | Zig-Zagged                          | A zig-zag                                     | 14 maggio 2012   |                 |
| 35 | A Huge Orange Problem               | Un enorme problema arancione                  | 4 giugno 2012    |                 |
| 36 | Birds of A Feather                  | Uccelli della stessa piuma                    | 7 settembre 2012 |                 |
| 37 | Seasquatch                          | Seasquatch                                    | 22 ottobre 2012  |                 |
| 38 | The Gecko Effect                    | L'effetto geco                                | 23 ottobre 2012  |                 |
| 39 | Googly-Eye: The Night Guru          | Occhioni dolci: la guida notturna             | 24 ottobre 2012  |                 |
| 40 | Quillber's Birthday Present         | Uno spinoso regalo di compleanno              | 25 ottobre 2012  |                 |

## Stagione 2
| nº | Titolo inglese | Titolo italiano                                 | Prima Tv USA | Prima Tv Italia |
| -- | -------------- | ----------------------------------------------- | ------------ | --------------- |
| 1  |                | Una brutta piega                                |              |                 |
| 2  |                | Alla ricerca dell'ippo-disco perduto            |              |                 |
| 3  |                | Sfida dei poteri animali                        |              |                 |
| 4  |                | Termiti contro lingue                           |              |                 |
| 5  |                | Felice giorno del ringraziamento                |              |                 |
| 6  |                | Collo a collo                                   |              |                 |
| 7  |                | Insetti o scimmie?                              |              |                 |
| 8  |                | I segreti della ragnatela                       |              |                 |
| 9  |                | Ombra: il giaguaro nero                         |              |                 |
| 10 |                | L'otto dei colibrì                              |              |                 |
| 11 |                | Stufato di foresta pluviale                     |              |                 |
| 12 |                | Rodeo dei cavallucci marini                     |              |                 |
| 13 |                | Parlare in delfinese                            |              |                 |
| 14 |                | Rana toro                                       |              |                 |
| 15 |                | Il Restyling della tortuga                      |              |                 |
| 16 |                | L'esplosione del pesce palla                    |              |                 |
| 17 |                | Il corridore della strada                       |              |                 |
| 18 |                | La mascellarazzo: la salvatrice della scogliera |              |                 |
| 19 |                | Corse sulla neve                                |              |                 |
| 20 |                | L'attacco degli alieni mangia alberi            |              |                 |
| 21 |                | Il cristallo dei serpenti a sonagli             |              |                 |
| 22 |                | La difesa della moffetta                        |              |                 |
| 23 |                | Il mostro di gila sotto casa mia                |              |                 |
| 24 |                | Gli elfi del deserto                            |              |                 |
| 25 |                | Il risveglio delle marmotte                     |              |                 |
| 26 |                | Viaggio nella zona sotto la neve                |              |                 |

## Stagione 3
| nº | Titolo inglese | Titolo italiano                             | Prima Tv USA | Prima Tv Italia |
| -- | -------------- | ------------------------------------------- | ------------ | --------------- |
| 1  |                | Il paguro cambia conchiglia                 |              |                 |
| 2  |                | Quando i pesci volano                       |              |                 |
| 3  |                | Scivolotto: la lontra                       |              |                 |
| 4  |                | La zanzara drago                            |              |                 |
| 5  |                | Sotto lo stagno ghiacciato                  |              |                 |
| 6  |                | Alla ricerca della pantera della Florida    |              |                 |
| 7  |                | Il falco pescatore                          |              |                 |
| 8  |                | Un opossum nella mia tasca                  |              |                 |
| 9  |                | Bandito: il furetto dai piedi neri          |              |                 |
| 10 |                | Dove pascola il bisonte                     |              |                 |
| 11 |                | La gara del coccogatore                     |              |                 |
| 12 |                | L'incredibile corsa degli animali           |              |                 |
| 13 |                | Cosa della prateria?                        |              |                 |
| 14 |                | Misteri nella prateria                      |              |                 |
| 15 |                | Camaleonti al bersaglio                     |              |                 |
| 16 |                | Fossa party                                 |              |                 |
| 17 |                | Mini Madagascar                             |              |                 |
| 18 |                | Aye aye                                     |              |                 |
| 19 |                | Zampe di lemure                             |              |                 |
| 20 |                | La battaglia odorosa del lemure             |              |                 |
| 21 |                | L'apalemure dorato                          |              |                 |
| 22 |                | Caccia al tesoro tenrec                     |              |                 |
| 23 |                | La mantide religiosa                        |              |                 |
| 24 |                | Catturare le pescemobili                    |              |                 |
| 25 |                | Indietro nel tempo: il giorno del dodo      |              |                 |
| 26 |                | Indietro nel tempo: la tigre della tasmania |              |                 |

## Produzione e distribuzione
Prodotta dalla Kratt Brothers Company, la serie vede Chris Kratt come produttore esecutivo e Martin Kratt come direttore esecutivo; seguono altre produzioni dei due fratelli, quali Kratt's Creatures, Zoboomafoo e Be the Creature, anch'esse incentrate sul mondo animale. L'abbigliamento verde e azzurro nelle versioni animate di Chris e Martin è dovuta al fatto che i fratelli, nelle trasmissioni precedenti, indossavano vestiti di quei colori. In Italia è andata in onda dal 4 maggio 2017 sul canale 45 digitale terrestre Pop.